# Ajiaco

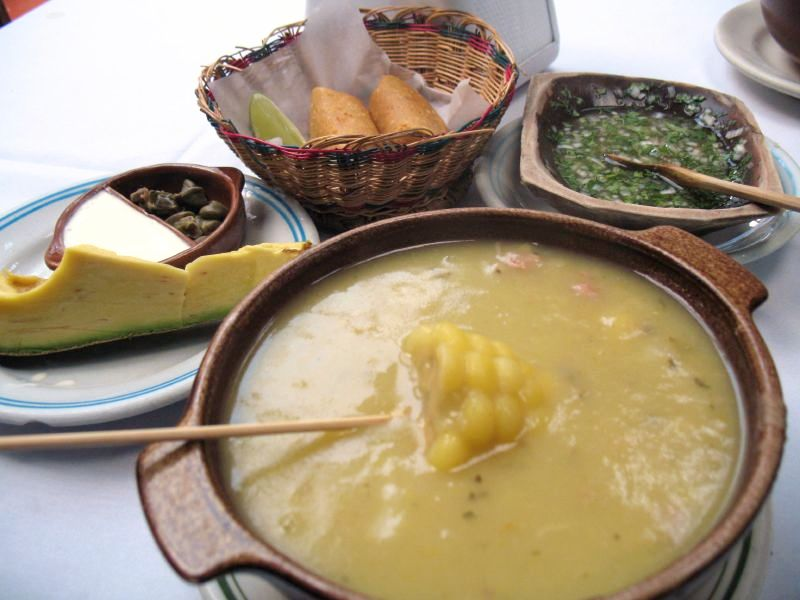
Ajiaco

Ajiaco é uma sopa de batata e galinha, que deu origem na Colômbia e, é bastante típica de Bogotá.  Deve ser feita numa quantidade razoável, uma vez que exige que se usem diferentes variedades de batata, a “fruta-da-terra”. Cozem-se peitos de frango, previamente marinados com alho, cebola e sal, em bastante água, da qual se vai retirando a espuma; quando a galinha estiver cozida, tira-se a pele e corta-se em pedaços grandes; junta-se batata “sabanera” cortada em fatias finas, para que se desfaça; juntam-se as batatas “criolas” (pequenas e amarelas, que se mantêm inteiras) e “pastusas”, um ramo de coentro fresco, algumas folhas de guasca, maçaroca doce partida (ou milho doce enlatado), cebolinho e outras verduras, sal e pimenta, e deixar cozer até a galinha estar quase desfeita e o milho bem cozido. Pode servir-se com arroz cozido, misturada com nata e alcaparras, e com uma fatia de abacate em cada prato, normalmente tigelas de barro. 